# Listă de pictori georgieni
Aceasta este o listă de pictori georgieni.

## A
- Elene Ahvlediani

## C
- Zurab Cereteli

## Č
- Omar Čkaidze

## G
- Lado Gudiašvili
- Gia Gugušvili

## K
- Šalva Kikodze

## P
- Niko Pirosmanašvili

## R
- Ramaz Razmadze